# Tetela (peuple)
Pour les articles homonymes, voir Tetela.
Les Tetela sont une population d'Afrique centrale. Ils sont établis au sud-est du bassin du fleuve Congo, entre la Lomami et le fleuve Congo. Les Tetela occupent principalement la province Sankuru et l'Ouest du Maniema.

## Ethnonymie
Selon les sources, on rencontre plusieurs variantes de l'ethnonyme : Atetela, Batetela, Otetela, Sungu, Tatela, Tetelas. En langue Otetela pour désigner ce peuple le singulier est Otetela, le pluriel est Atetela. les Atetela sont de souche Lomongo, c'est-à-dire qu'ils se reconnaissent tous descendre d'un ancêtre commun « Mongo ». Ils sont tous dans une grande famille de Ana wa Mongo c'est-à-dire les descendants de Mongo. 
Les trajectoires migratoires historiques semblent recouper les mythes d'origine des différentes souches Lomongo. Les Ana wa Mongo sont venus de l'Ouest principalement en remontant le fleuve Congo pour s'établir dans le territoire actuel de Bumba. Ils sont descendus vers le Sud par la rivière Lomami. 
L'ancêtre lointain des Atetela s'appelait Otekele qui venait du nord s'était établi à Bumba dans la région de l’Équateur en RD Congo. C'est dans ce territoire qu'il engendra Mongo qui est l'ancêtre éponyme des Ana wa Mongo. Mongo et sa famille ont suivi le cours des rivières Laha (Tshuapa) et Lomami vers le centre du Congo en direction du sud pour s'installer dans une région située entre ces deux grands cours d'eau. C'est dans ce territoire qu'il engendrera son fils Membele. Membele s'installa durablement dans cette région où il donna naissance à une importante progéniture en particulier son fils Onkutshu Membele. Onkutshu retourna aux sources de sa famille à Bumba où il aura 3 enfants Ndjovu, Ngandu et Watambolu. Ce sont ces enfants qui remontèrent le fleuve Congo depuis Bumba puis prirent la direction du sud en suivant les rivières Lomami et Tshuapa pour s'installer au site fondateur d'origine des Atetela, de Enyamba la Wadi l'Ona, situé aux pieds d'une montagne, du territoire de Katako-Kombe, ayant trois sommets dont le plus grand Enyamba, le père, la Moyenne Wadi, l'épouse et le plus petit Ona, l'enfant. Ce site est visible de nos jours. Il est situé dans la réserve naturelle du Sankuru.
Ndjovu est parti vers l'Est dans le Maniema entre Lomami et Lualaba (Congo) et au-delà. Ce sont wa Kusu (ou Akusu ou Ankutshu) ses descendants. Son Frère Ngandu alla vers le Sud Ouest dans les territoires de Katako, Lomela, Lodja et Kole. Et au-delà. Ngandu engendra Bakela, Nambelo, Bankfutsu, Ahamba, Asongomeno et bien d'autres. Watambolo parti direction sud-est au-delà de la rivière Lotembo vers le territoire de Lubefu, ses descendants sont les Atetela.
Les descendants de Mongo (Anamongo) occupent 31% de la superficie la République démocratique du Congo et représentent 33% de la population du Congo soit environ en 2022 plus de 33 millions de personnes. Les Ana-Mongo sont situés dans 13 provinces de la RDC notamment l'Équateur, le Maï-Ndombe, Kwilu, Kongo-Centrale, Tshuapa, Tshopo,  Kasaï, Sankuru, Maniema, Nord-Kivu, Sud-Kivu, Ituri et Tanganyika. Les descendants de Mongo se reconnaissent tous comme « Ana a Mongo » ou « Ana wa Mongo » qui signifie « les enfants de Mongo ». 

## Langue
Ils parlent le tetela (ou otetela), le même mot qui désigne le peuple, dont le nombre de locuteurs a été estimé à 750 000 en 1991.'. Plus de 2,5 millions de personnes entre le Sankuru, le Kasaï occidental, le Kasaï oriental, le Maniema et la Lomami.

## Personnalités notables
- Ngongo Leteta (1863-1893)[3]
- Joseph Okito (1910-1961) Président du Sénat de la république Démocratique du Congo
- Patrice Émery Lumumba (1925-1961) Premier Ministre de la république démocratique du Congo
- Papa Wemba (1949-2016) Auteur-compositeur et acteur[4]
- Papa et Maman Olangi
- Elvis Adidiema, réalisateur
- Emile Luhahi, homme politique Belge
- Joseph Olenghankoy, homme politique congolais
- Roger Lukaku, footballeur
- Romelu Lukaku, footballeur
- Jordan Lukaku, footballeur
- Léonard She Okitundu, homme politique congolais
- Lambert Mende Omalanga, homme politique congolais
- Jacqueline Penge Sanganyoi, femme politique congolaise

### Discographie
- Anthologie de la musique congolaise – RDC, vol. 8 : Musique traditionnelle des Tetela, Musée royal de l'Afrique centrale/Fonti musicali (CD + livret)